# Benedicció dels fruits

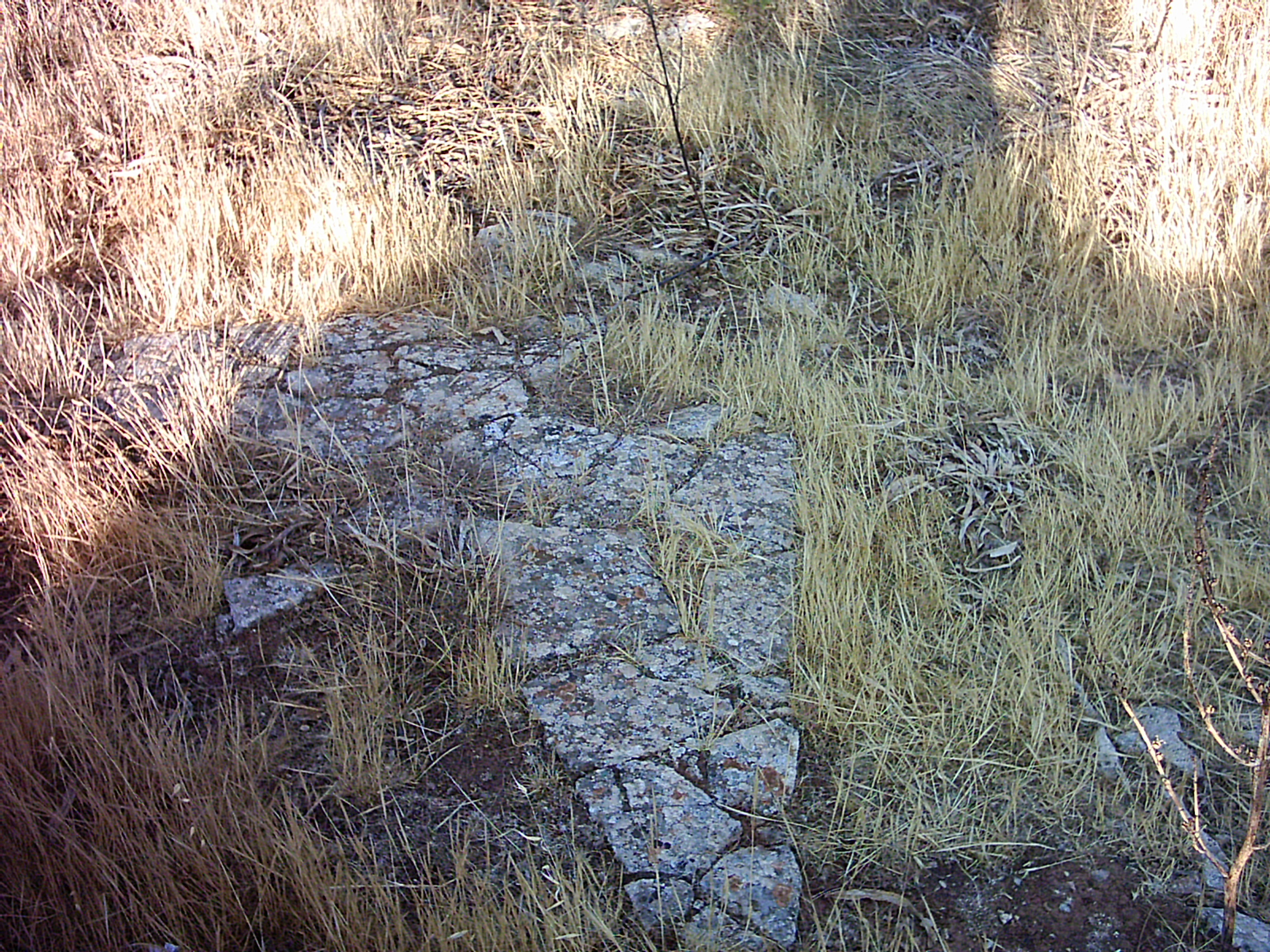
Resta de la rosa dels vents al Puig de Randa

La benedicció dels fruits o de les collites és una tradició religiosa que se celebrava antigament per afavorir les bones anyades. Aquest ritual amb clares reminiscències paganes i inscrita dins l'antic cicle agrari.
A Mallorca la benedicció més important la feia el bisbe a cim del Puig de Randa, a l'indret anomenat el Cocó del Corb. Aquesta tradició es troba documentada des del 1491 amb la participació dels jurats de la universitat i regne de Mallorca i el capítol de la Seu, el 1616 es deixà de celebrar. Sota l'impuls del bisbe Campins la tradició es recuperà alguns anys al 1914 però no reeixí. En aquesta darrera etapa es marcà el lloc de la celebràció amb una rosa dels vents.